# Emily Davies

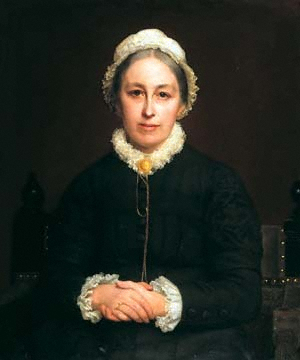
Emily Davies, Ölgemälde von Rudolph Lehmann, 1880

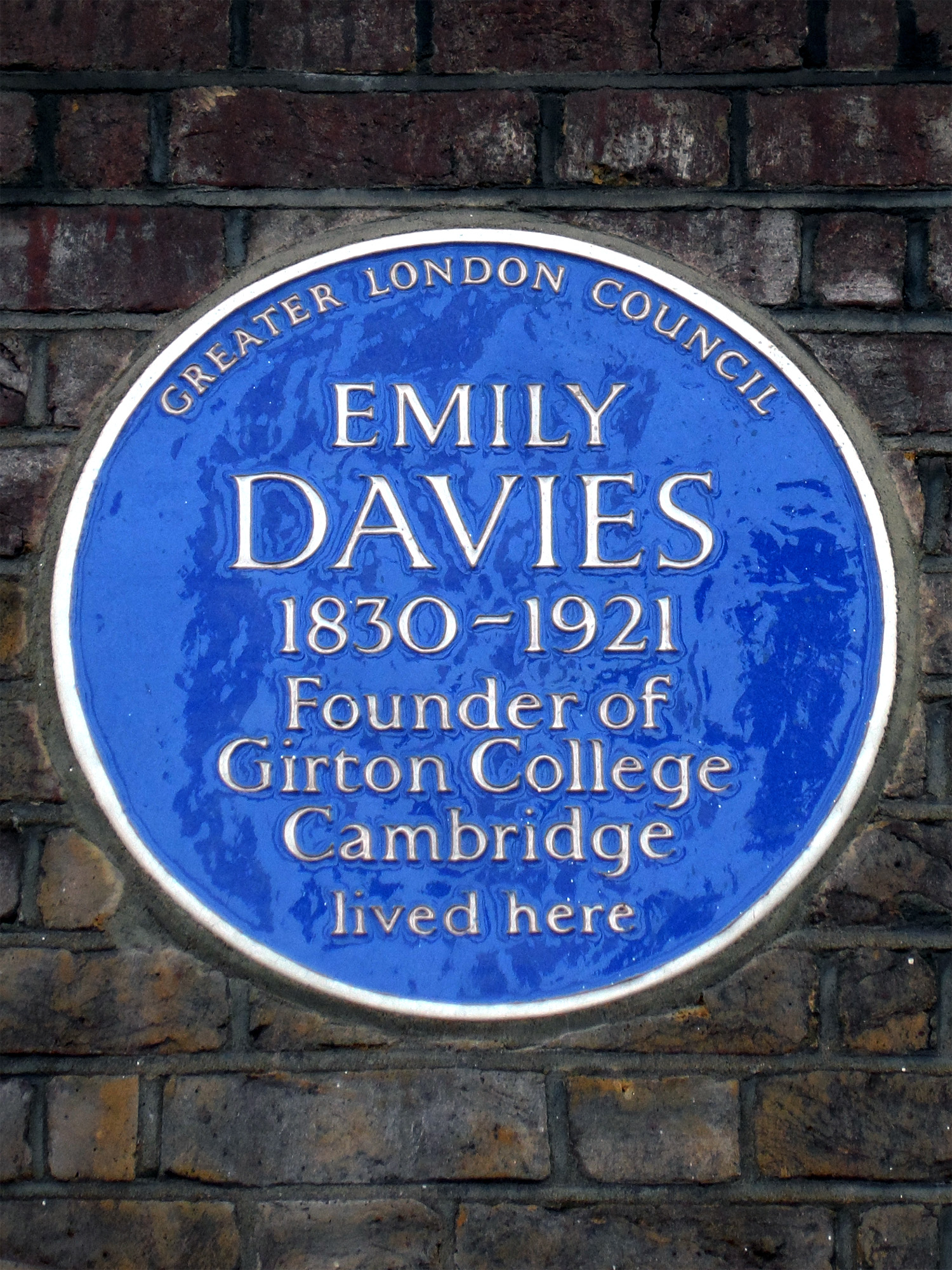
Blaue Plakette, 1978 vom Greater London Council am 17 Cunningham Place, St. Johns Wood, London NW8 8JT, City of Westminster

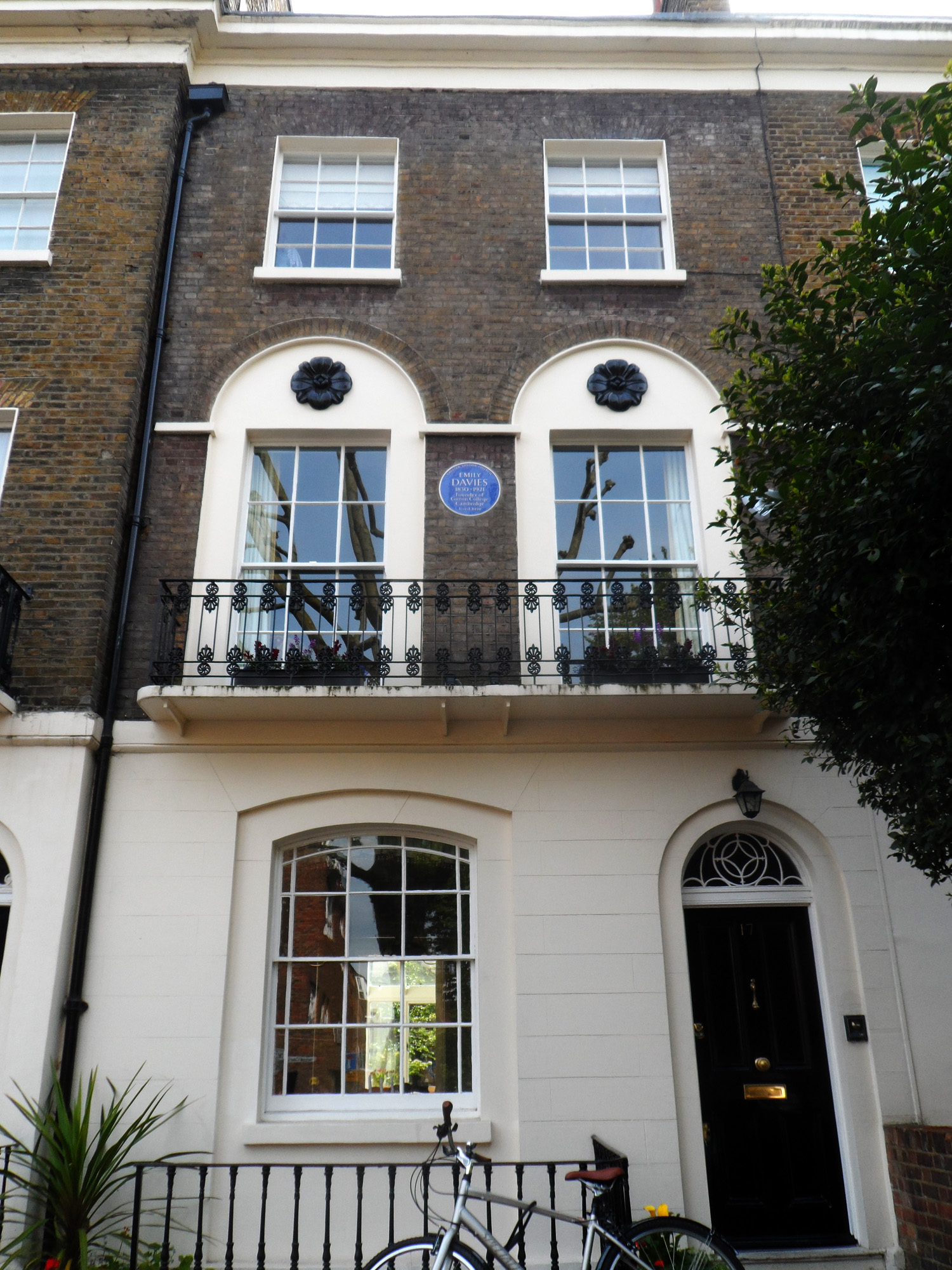
Wohnhaus von Emily Davies in London

Cambridge. Girton College, Haupteingang, 1869

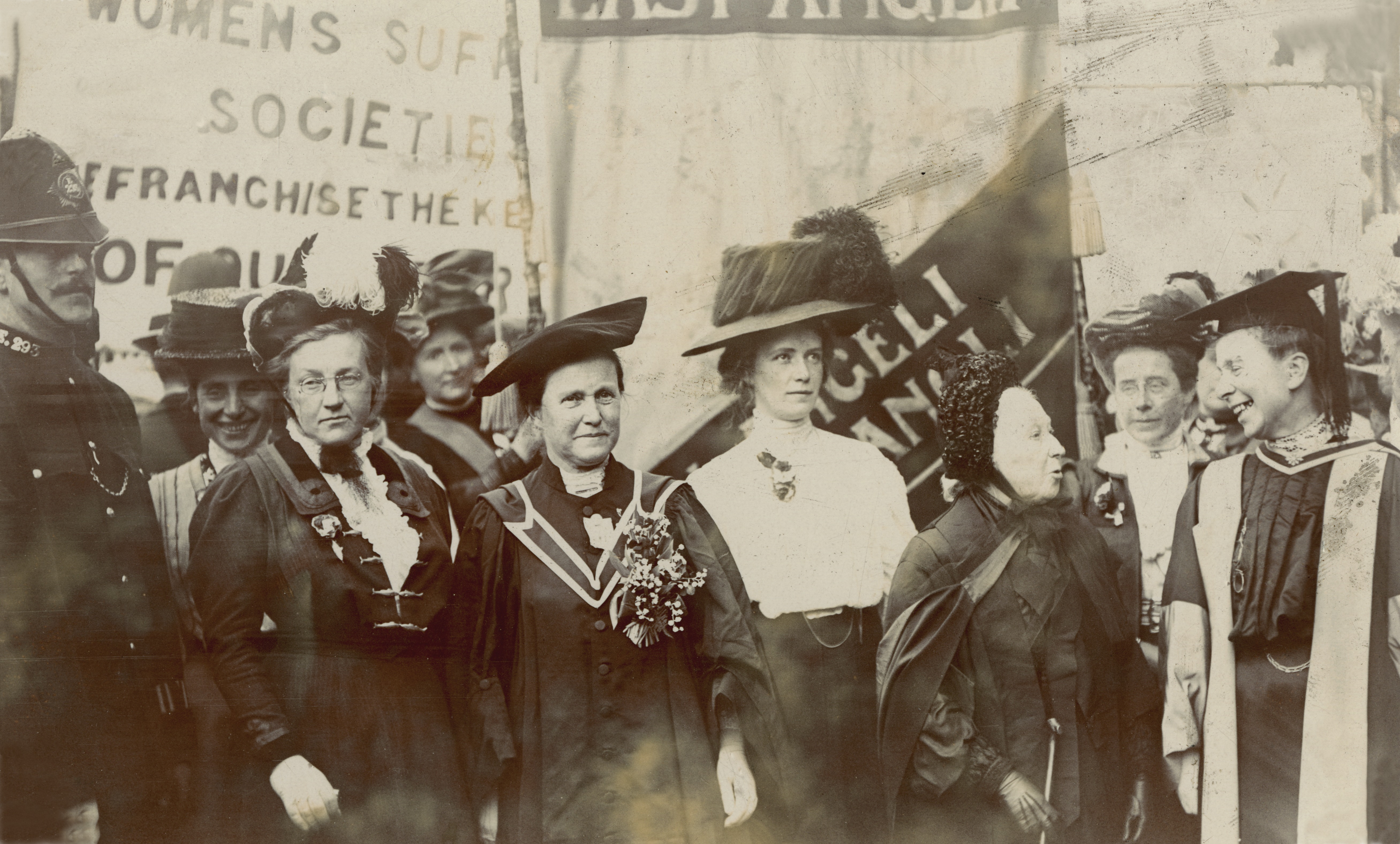
Frances Balfour, Millicent Fawcett, Ethel Snowden, Emily Davies und Sophie Bryant stehen bei einer Wahldemonstration zusammen

Sarah Emily Davies (* 22. April 1830 in Southampton, Vereinigtes Königreich Großbritannien und Irland; † 13. Juli 1921 in Hampstead (London), Vereinigtes Königreich Großbritannien und Irland) war eine englische Feministin und Aktivistin. Sie war Mitbegründerin des Girton College der University of Cambridge, das als erste Universität in England Frauen ausbildete.

## Leben und Werk
Emily Davies war das vierte Kind und die zweite Tochter des evangelischen Geistlichen und Lehrers John D. Davies und seiner Frau Mary Hopkinson. Sie und ihre ältere Schwester Jane erhielten im Gegensatz zu ihren Brüdern keine Schulbildung, da erwartet wurde, dass sie sich mit häuslichen Pflichten und Arbeiten in der Pfarrei ihres Vaters begnügten. Sie pflegte zwei ihrer Geschwister, die an Tuberkulose erkrankt waren, ihre Schwester Jane und ihren jüngeren Bruder Henry in Algier. Dort traf sie Barbara Leigh Smith Bodichon, die ihre erste Begegnung mit feministischen Ideen und mit politischen Kampagnen von Frauen war.
Der Einsatz für gleiche Bildung begann mit dem Zusammentreffen einer Gruppe gleichgesinnter Frauen, die beschlossen, selbst etwas gegen die Probleme zu unternehmen und die Langham Place-Gruppe gründeten. Die Gruppe erhielt ihren Namen von dem Büro des English Woman’s Journal, das 1858 ins Leben gerufen und 1859 am Langham Place in London gegründet wurde. 1859 wurde von diesen Frauen, zu denen auch Davies gehörte, die Society for the Promotion of the Employment of Women (SPEW) gegründet. Davies arbeitete eine Zeit lang für deren Sache in Gateshead, wo sie mit ihren Eltern lebte. In Gateshead gründete sie zwischen 1860 und 1861 eine Zweigstelle der SPEW in Northumberland und Durham. In einer Zeitung in Newcastle wurden Artikel von ihrer Befürwortung der Bildung und Beschäftigung von Frauen veröffentlicht. Nach dem Tod ihres Vaters zogen sie und ihre Mutter 1862 nach London. Von da an bis zu ihrem Tod war sie an Kampagnen beteiligt, um den Status von Frauen der Mittelklasse in Großbritannien zu verbessern. 1862 wurde ihre Arbeit „Medicine as a Profession for Women“ auf dem Kongress der Social Science Association vorgestellt. Im selben Jahr gewann sie Unterstützung für die Bemühungen von Elizabeth Garrett und deren Vater, um den Abschluss an der London University für Frauen zu ermöglichen. Zwischen 1862 und 1864 schrieb sie für das English Woman’s Journal und fungierte 1863 als Herausgeberin. Sie war auch Gründerin des Victoria Magazine.

## Einsatz für die Hochschulbildung von Frauen
Zusammen mit Elizabeth Garrett Anderson, Barbara Bodichon, Dorothea Beale und Frances Buss wurde sie Gründungsmitglied der Kensington Society Diskussionsrunde für Frauen. Durch diese Gruppe arbeitete sie zum ersten Mal für das Frauenwahlrecht und half dabei fast 1500 weibliche Unterzeichner für eine Petition zu gewinnen, die John Stuart Mill am 7. Juni 1866 dem Unterhaus vorlegte. Im selben Jahr gründete sie bei einem Treffen in ihrem Haus die London Schoolmistresses Assoziation, deren Sekretärin sie bis zu deren Auflösung 1888 war. Zu den ersten Mitgliedern gehörten Frances Buss, Jane Chessar, Charlotte Manning und Millicent Garrett Fawcett. Bei einem Treffen der Schulleiterinnen in Manchester 1866 kam sie zu dem Schluss, dass eine starke Nachfrage nach einem College für Frauen bestand. Die Umwandlung des Queen’s College in London in eine Einrichtung zur Vorbereitung von Frauen über achtzehn Jahren auf den Abschluss schien die am leichtesten verfügbare Option zu sein. Als dies unmöglich war, bildete sie ein Exekutivkomitee, das sich am 5. Dezember 1867 zum ersten Mal traf, um 30.000 Pfund für den Bau eines Colleges für Frauen in Cambridge zu sammeln. Sie gründete 1869 mit Hilfe von Barbara Bodichon und Lady Stanley of Alderley und mit Unterstützung von Frances Buss und Dorothea Beale das Girton College. Davies war von 1873 bis 1875 Mistress des Girton College und plädierte nachdrücklich für einen Lehrplan, der dem der männlichen Studenten entsprach. 1877 trat Caroline Croom Robertson als Sekretärin dem Management-Team bei, um Davies zu entlasten. Erst 1940 verlieh das College Frauen einen vollständigen Abschluss an der University of Cambridge und 1948 wurden Frauen gleichberechtigte Mitglieder der University of Cambridge.
Davies setzte sich für das Recht der Frauen auf Bildung sowie auf Abschlüsse und Lehrqualifikationen ein. Sie war im London School Board und in der Schools Inquiry Commission aktiv und trug maßgeblich dazu bei, dass Mädchen zu offiziellen Prüfungen der Sekundarstufe zugelassen wurden. Sie befürwortete weiterhin die Zulassung von Frauen an den Universitäten London, Oxford und Cambridge, die wie alle Universitäten zu dieser Zeit ausschließlich Männer zuließen. Davies war bei den ersten Wahlen nach dem Education Act von 1870 als Mitglied der Londoner Schulbehörde, die Greenwich vertrat, in ein öffentliches Amt gewählt worden. Sie kandidierte 1873 nicht für eine Wiederwahl und konzentrierte sich stattdessen auf das Girton College.

## Arbeit für das Frauenwahlrecht
Nachdem sie 1904 ihr offizielles Amt am Girton College aufgegeben hatte, kehrte sie zur aktiven Wahlrechtsarbeit zurück und wurde in London Sekretärin der Nationalen Gesellschaft für Frauenwahlrecht, deren Ausschuss sie bereits 1889 beitrat. Sie spielte eine aktive Rolle in der National Union of Suffrage Societies (NUWSS), war jedoch völlig gegen die militante Taktik der Suffragetten. Am 19. Mai 1906 leitete sie eine Wahlrechtsvertretung bei Henry Campbell-Bannerman. Sie unterstützte nicht die Idee, dass alle Erwachsenen wählen sollten, und trat 1912 zurück, als die Organisation beschloss, die Labour Party zu unterstützen. Sie trat der viel kleineren Conservative and Unionists Women’s Franchise Society bei und wurde eine ihrer Vizepräsidenten.
Der Tod von Elizabeth Garrett Anderson 1917 ließ Davies als einziges überlebendes Mitglied der ursprünglichen Langham Place-Gruppe zurück. 1918 erhielten über 30-jährige Frauen das Wahlrecht, wenn sie im Wahlregister der lokalen Regierung eingetragen oder mit Männern verheiratet waren, die es waren. Davies konnte damit zum ersten Mal wählen. 1928 durften Frauen schließlich auf der gleichen Grundlage wie Männer abstimmen, aber sie durften ihre College-Abschlüsse immer noch nicht an der Universität von Cambridge erhalten.

## Ehrungen
1901 erhielt Davies einen Ehrendoktor der Rechtswissenschaften (DLL) von der University of Glasgow. Am 30. Juni 2019 wurde am Girton College in Cambridge von Baroness Hale, Präsidentin des Obersten Gerichtshofs und Absolventin des Girton College, im Rahmen der Feierlichkeiten zum 150-jährigen Jubiläum des College eine blaue Plakette zum Gedenken an die Gründerinnen Emily Davies und Barbara Bodichon enthüllt.

## Veröffentlichungen (Auswahl)
- 1866: The Higher Education of Women. Andesite Press, 2015, ISBN 978-1-296-57937-1.
- Secondary Instruction for Girls. 1866.[5]
- Thoughts on Some Questions Relating to Women: 1860 1908. Reprint Edition, 1973, Ams Pr Inc., ISBN 978-0-404-56741-5.